# 毛稃早熟禾
毛稃早熟禾（学名：Poa ludens）为禾本科早熟禾属下的一个种。